# Bombardier Challenger 850
Dimensions
Le Challenger 800 est un avion d'affaires dérivé du CRJ200 LR construit par l'avionneur canadien Bombardier Aéronautique. Le Challenger 850 est une version améliorée, produite de 2006 à 2015. L'aéronef n'est actuellement plus en production ni en vente.
Sa vitesse de croisière est de Mach 0,8.
La conception de la cabine est de Lufthansa Technik. Elle accueille 12 à 16 passagers.

## Histoire
Le Bombardier Challenger 800 est une version modifiée du jet régional Bombardier CRJ-200, dont la cabine est composée de 50 sièges en classe unique. La hauteur cabine est de 1,85 m, ce qui fait du Challenger 800 l'un des plus grands avions d'affaires de son segment.
Le premier vol du Challenger 800 s'est déroulé en août 2006 à Lufthansa Technik, suivi des vols de certification au cours des six prochains mois. La première livraison s'est effectuée en décembre 2006.
Une version corporate shuttle du Challenger 800 est aussi produite, la cabine étant cette fois-ci aménagée par Bombardier.

## Spécifications
Données de Site Bombardier
Caractéristiques générales
- Équipage : jusqu'à 3 personnes
- Capacité : jusqu'à 16 personnes
- Longueur : 26,77 m
- Envergure : 21,21 m
- Hauteur : 6,22 m
- Surface alaire : 48,35 m2
- Masse à vide : 15 440 kg
- Masse maximale au décollage : 24 040 kg
- Moteur : 2 turboréacteurs General Electric CF34-3B1, 38,84 kN chacun

 Performances 
- Vitesse maximale : Mach 0,85 (1 040 km/h)
- Vitesse de croisière : 819 km/h
- Distance franchissable : 5 206 km
- Plafond : 12 500 m (41 000 ft)
- Distance de décollage : 1 922 m
- Distance d'atterrissage : 887 m

Avionique

- EFIS Rockwell Collins Pro Line 4 à six écrans
- EICAS (en) à deux écrans
- double FMS 4200
- double GPS
- double INS
- double DME/ADF
- Avertisseur de proximité du sol (EGPWS)
- Traffic Collision Avoidance System (TCAS II)

## Galerie

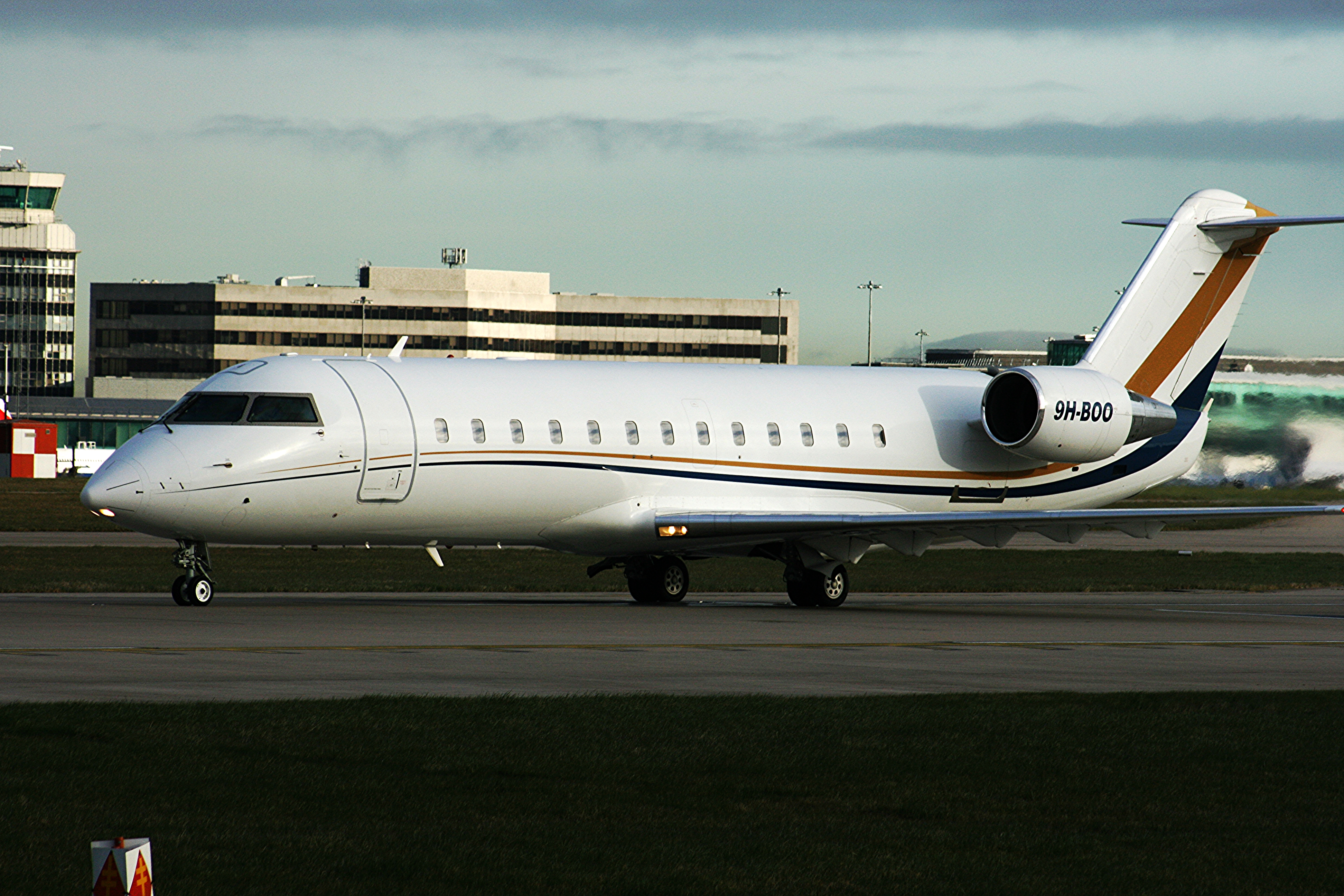
Challenger 850 en roulage, immatriculation 9H-BOO
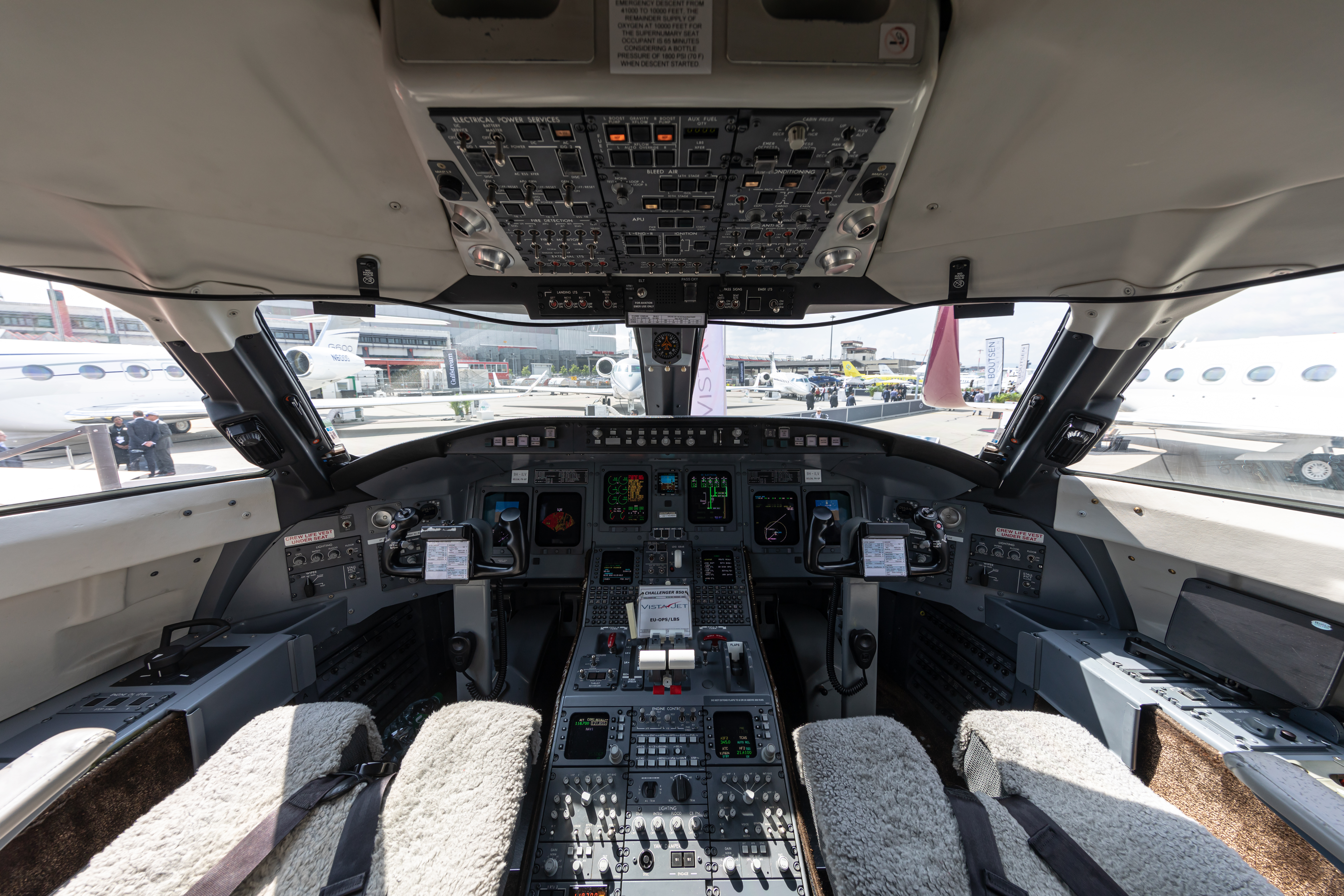
Cockpit
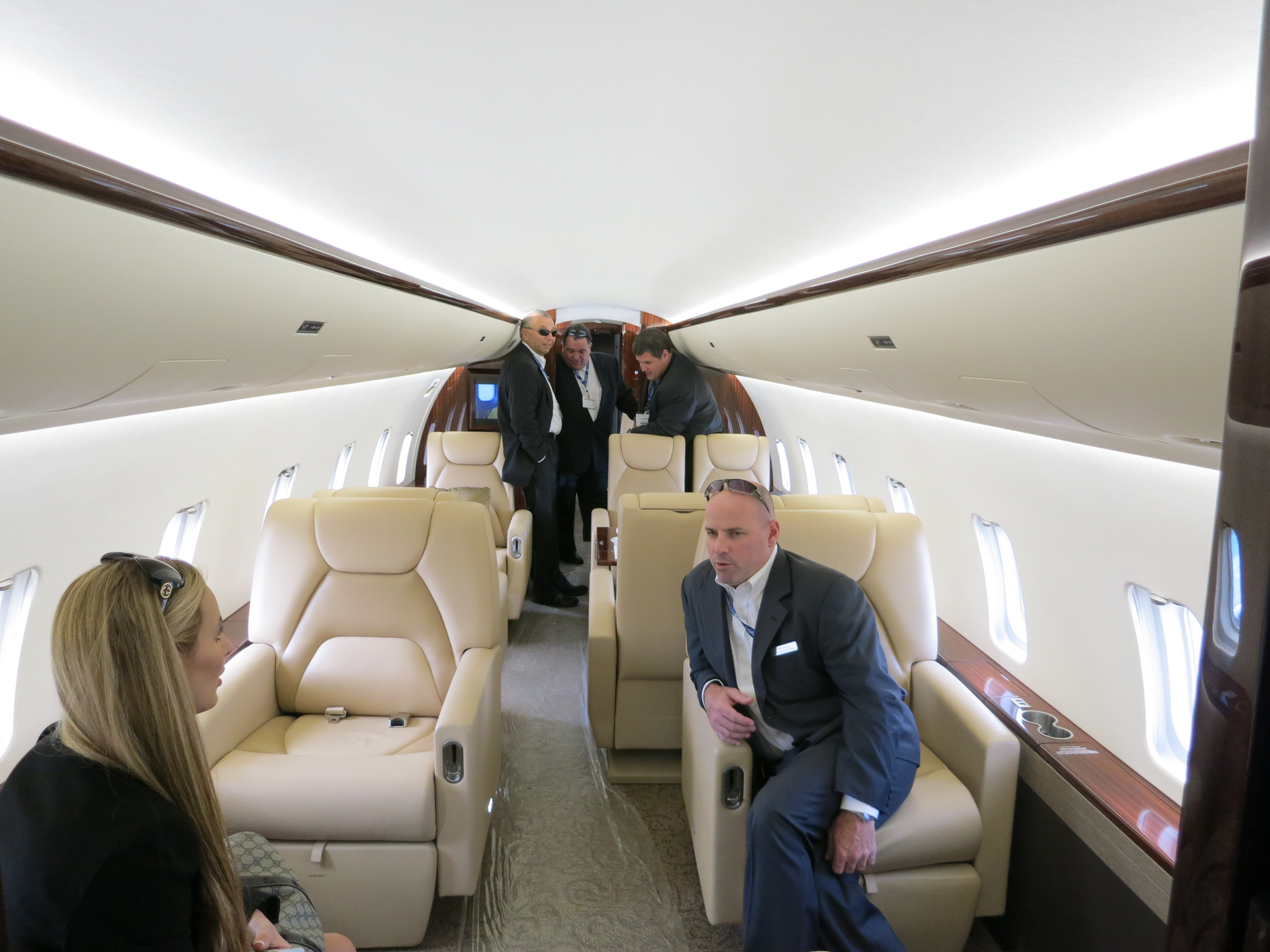
Intérieur d'une cabine de Challenger 850.
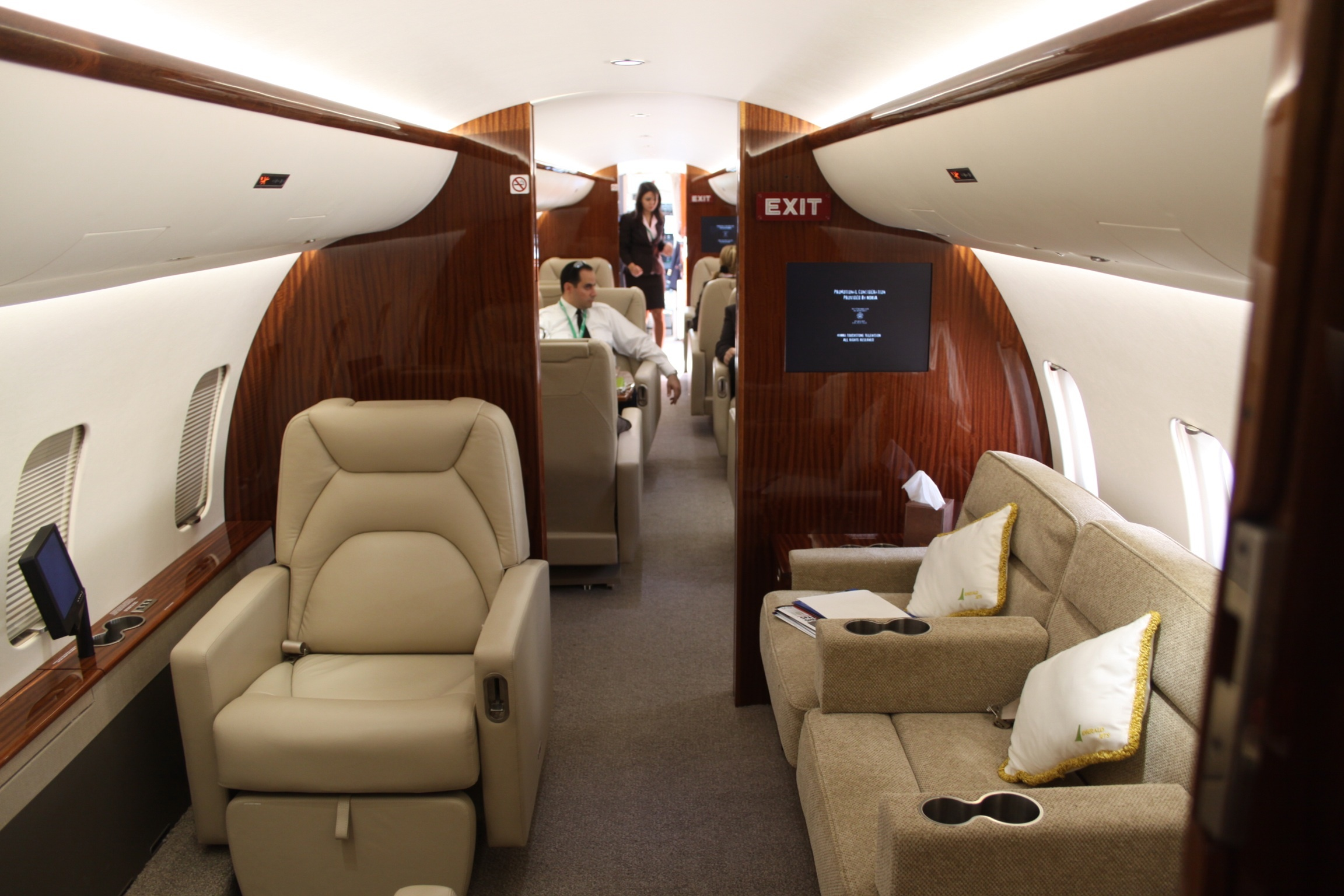
Cabine d'un Challenger 850 à Dubaï.
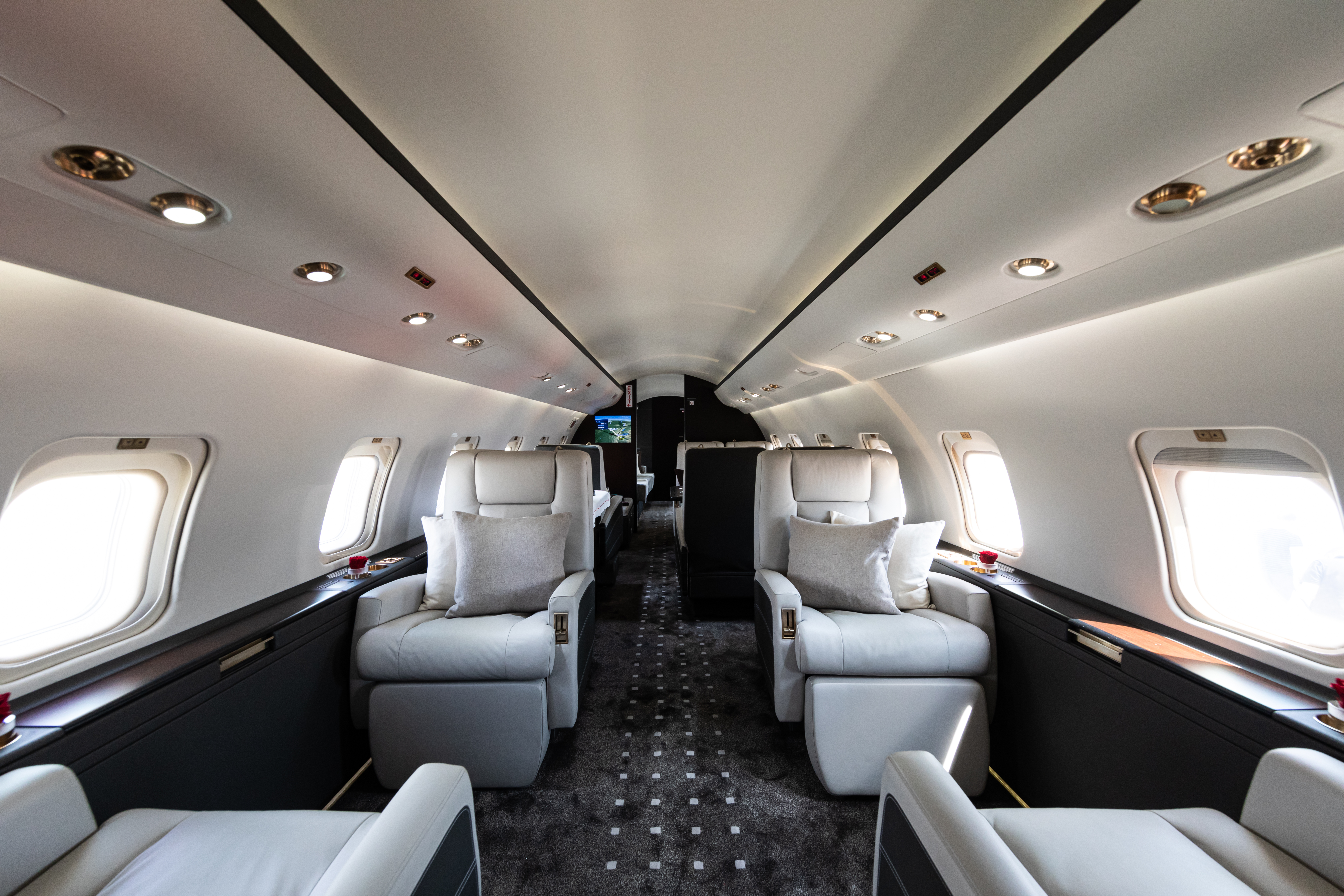
Intérieur d'un Challenger 850 de VistaJet (en) à Palexpo, Le Grand-Saconnex, lors de l'EABCE (en) en 2019.